# Canvas Back Duck
Canvas Back Duck és una pel·lícula de dibuixos animats de la sèrie dels Donald produïda per Walt Disney per a RKO Pictures, estrenada el 1953.

## Argument
En una fira, ensarronat amb les màquines que indiquen la força, Donald es creu molt fort i accepta lluitar amb Pat, esperant guanyar 500 dòlars..